# Andrea Mandorlini
Andrea Mandorlini, född 17 juli 1960 i Ravenna, är en italiensk fotbollsmanager och före detta fotbollsspelare.

## Meriter

### Spelare
Inter
- Serie A: 1988/1989
- Supercoppa italiana: 1989
- Uefacupen: 1990/1991

### Tränare
Spezia
- Serie C2: 1999/2000

 CFR Cluj
- Liga I: 2009/2010
- Cupa României: 2009/2010
- Supercupa României: 2010